# Chaerephon major
Chaerephon major là một loài động vật có vú trong họ Dơi thò đuôi, bộ Dơi. Loài này được Trouessart mô tả năm 1897.